# Rue des Artisans (Colmar)
Pour les articles homonymes, voir Rue des Artisans.
La rue des Artisans est une voie de la commune française de Colmar.

## Situation et accès
Cette voie de circulation, d'une longueur de 120 m (plus un décrochage de 45 m), se trouve dans le quartier centre.
On y accède par les rues de l'Ange, Ruest et Étroite.
Cette voie n'est pas desservie par les bus de la TRACE.

## Bâtiments remarquables et lieux de mémoire
Dans cette rue se trouvent des édifices remarquables[Lesquels ?].

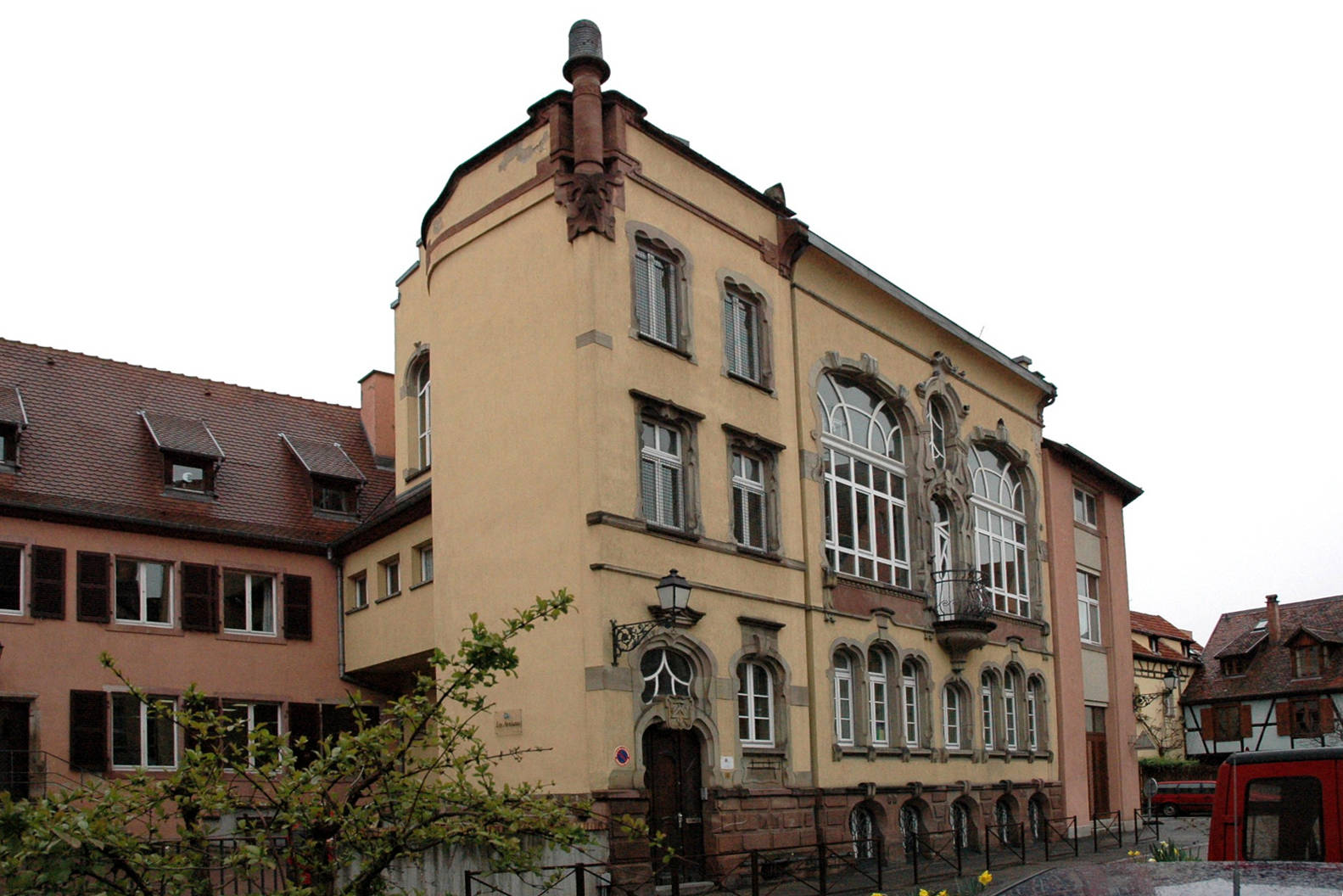
Maison des artisans (1901) au no 4 Inscrit MH (1975)